# Guadalupe la Chinaca
Blanca Mafalda Reducindo Moreto (Tezonapa, Veracruz, 11 de abril de 1914 – Ciudad de México, 8 de enero de 1976), conocida artísticamente como Guadalupe la Chinaca, fue una cantante mexicana, una de las pioneras de la canción ranchera. En sus inicios, también cantó boleros y tangos. Trabajó en radio, teatro y cine.
En una edición de la revista Somos, la periodista Raquel Peguero la describe como: 

«Blanca, bella, con ojos negros de pestañas caídas y mirada triste. Como ella, a pesar de ser bromista y gustar de la vida. Así era Blanca Mafalda Reducindo Moreto, mujer de voz pequeña y dulce, a quien el mundo conoció como Guadalupe la Chinaca».

## Biografía
Blanca Reducindo nació en Tezonapa, Veracruz, y se crio en Torreón, Coahuila. Provino de una familia adinerada, venida a menos después de la Revolución Mexicana. Su padre, el coronel Daniel Reducindo, era uno de «Los Dorados» de Pancho Villa. Pero fue de su madre, doña Blanca Moreto Chávez, de quien heredó la voz y vida aventurera.

### Carrera artística
Su carrera como cantante la llevó por escenarios de México, Estados Unidos y Sudamérica.
Pionera de los artistas lanzados a la fama por Emilio Azcárraga Vidaurreta, comenzó su carrera en 1932, cantando boleros en la XEFO. De allí pasó a la XEW. Entonces llamada María Luisa Maris.
Al ponerse de moda el tango se volvió tanguista: la anunciaban como «Blanquita Reducindo, la chica pampera». Era acompañada al piano por Manuel Esperón. Mucho tiempo interpretó ese género, hasta que apareció Emilio Tuero, y cedió el paso a los tangos. Ante esto, Azcárraga Vidaurreta la mandó llamar para preguntarle qué cantaría.
Como él era el patriarca, ella le contestó: «Lo que usted quiera, don Emilio». Él se le quedó viendo y le respondió: «¡Ya está! Folclórica». Ella replicó: "¡Ay, don Emilio, pero si no tengo ni la voz ni el tipo!». Él, tranquilo, le aseguró: «No le hace. Tú puedes».
Presente en esa conversación estaba Ricardo "El Vate" López Méndez, quien prometió a la cantante buscarle un buen nombre. Al día siguiente le dijo que sería «Guadalupe la Chinaca», como el poema de escritor mexicano Amado Nervo. Desde ese momento así se llamó y nunca cambió de estilo.
Pero al no haber dinero para pagar un grupo grande, el problema se solucionó contratando al Trío Tariácuri, que la acompañó por años.
Ella fue la primera artista que puso sobre un escenario a los mariachis, entonces considerados poca cosa. Ese fue el Mariachi Marmolejo, que la acompañó toda la vida. Hizo la labor de otorgarles dignidad. La quisieron mucho; pidió que al morir la enterraran con música de mariachi, y así se hizo. Su féretro descendió a la tierra mientras tocaban "«Guadalajara»".
Guadalupe la Chinaca viajó por todo Estados Unidos. Trabajó en la NBC de Nueva York, y grabó una decena de discos para la RCA Víctor que no se conocen aquí. En México plasmó su voz en cinco acetatos que tampoco han sido reeditados.
Guadalupe y Emilio Tuero filmaron una película juntos: La india bonita (1938), de Antonio Helú, donde ella aparece cantando. Después volvió al cine al lado de Jorge Negrete en Caminos de ayer (1938), de Quiricio Michelena, y La Valentina (1938), de Martín de Lucenay, aunque sólo como cantante. También cantó en Hollywood, en Charros al rescate, con William Roey.

### Vida personal y relación con Emilio Tuero
Se casó en dos ocasiones, luego de vivir con el cantante y actor Emilio Tuero; la primera con Abdon Alak, con quien tuvo un hijo y, la segunda con Humberto Maza, a quien le decían «El Quetzal», con él procreó tres hijos.
Con Emilio Tuero no se casó, «quizá porque se quisieron tanto», evocó Amalia Tuero, hija de ambos. Eran jóvenes entonces, tenían 18 y 20 años de edad, y estuvieron juntos tres, durante los cuales procrearon a Amalia.

## Discografía
- «Corrido de Monterrey» / «La guía» (Standard International F-4022) (1947)[2]
- «La barca de oro» / «No me abandones» (Standard International F-4023) (1947)[2]

## Filmografía
- La india bonita (1938)
- Caminos de ayer (1938)
- La Valentina (1938)